# Nephrocerus daeckei
Nephrocerus daeckei är en tvåvingeart som beskrevs av Johnson 1903. Nephrocerus daeckei ingår i släktet Nephrocerus och familjen ögonflugor. Inga underarter finns listade i Catalogue of Life.